# 아이 (그라비아 아이돌)
아이(일본어: 愛衣, あい, 1988년 10월 2일~ )는 군마현출신의 그라비아 아이돌이다. 피트원소속(구소속은 비스타(ビースター))이다.

## 인물
- 외가쪽의 조부가 러시아인과 한국인의 혼혈이다.[1]。
- 예명은 잡지 「sabra」에서 행해졌던 공모에 의하며 결정했다.
- 취미는 "파스타에 무엇을 뿌리면 맛있을까"라고 하는 연구[2]와 음악감상[3]。좋아하는 아티스트는 Mr.Children, 블랙 아이드 피스이다.
- 특기는 신체조, 몸이 부드러운 것.
- 애견가로 개를 기르고 있지만, 자신은 개알레르기이다.[4]

## 내력
- 2005년, 그라비아 데뷔.
- 2007년 3월, 고등학교를 졸업.

## 참고 문헌
1. ↑  2008年1月22日放送回「なるトモ!」出演時に発言
2. ↑  ASCll (2006년 8월 7일). “ついにファンの前に登場!!巷で噂の美少女・愛衣をチェックせよ!”. 2008년 10월 4일에 원본 문서에서 보존된 문서. 2008년 9월 28일에 확인함.
3. ↑  ビースター. “Profile”. 2008년 9월 15일에 원본 문서에서 보존된 문서. 2008년 9월 28일에 확인함.
4. ↑  内外タイムス、セクシーインタビュー